# Крейг Джонсън
Крейг Джонсън (на английски: Craig Johnson) е американски писател на произведения в жанра трилър, криминален роман, уестърн и приключенски роман.

## Биография и творчество
Крейг Алън Джонсън е роден на 16 януари 1961 г. в Хънтингтън, Западна Вирджиния, САЩ. Следва класическа литература в колеж в университета Маршал и получава докторска степен по драма.
Преди да се посвети на писателската си кариера работи различни професии: полицай в Ню Йорк, университетски професор, каубой, дърводелец, професионален рибар, както и шофьор на камион. Обича да пътува в САЩ и особено в Западните щати. Накрая се установява в Уайоминг. Професионалните му преживявания служат като вдъхновение за написването на книгите му и по този начин придават известна достоверност на героите му.
Първият му роман „Студено ястие“ от поредицата „Случаите на шериф Уолт Лонгмайр“ е издаден през 2004 г. Уолт Лонгмайр е шериф в окръг Абсарока в Уайоминг, един. малко населен район, където всички познават останалите. Шерифът е овдовял от няколко години и живее сам в занемарена нищета. Той е справедлив, макар и с труден характер, и има подкрепата на хората и той иска да ги защити според силите си. Романът става бестселър в списъка на „Ню Йорк Таймс“ и го прави известен.
В периода 2012 – 2017 г. романите от поредицата са екранизирани в телевизионния сериал „Лонгмайър“ с участието на Робърт Тейлър, Кейти Секоф и Лу Даймънд Филипс. Епизоди от сериала са излъчени и в България.
Характерното в творчеството на писателя .е, че той базира книгите си на истински случаи. Героите му са каубои и индианци, преживели метаморфозите на ХХ и вече на XXI век.
Успехът на романите му дава повод за организирането на ежегоден фестивал, наречен „Денят на Лонгмайър“, който се провежда в Бъфало, Уайоминг, което е прототип на измислената обстановка на поредицата. Във фестивала участват и част от актьорите от телевизионния сериал, издателите и продуцентите.
Член е на Асоциацията на писателите на детективски романи на Америка.
Крейг Джонсън живее със семейството си в ранчо в малкото градче Укрос, Уайоминг, в съседство с индианските резервати Кроу и Шайени.

## Произведения

### Серия „Случаите на шериф Уолт Лонгмайър“ (Walt Longmire Mysteries)
1. The Cold Dish (2004)
Студено ястие, изд.: ИК „Авлига“, София (2015), прев. Людмила Верих
2. Death Without Company (2006) – награда на Историческото общество на Уайоминг, френска награда „813“
3. Kindness Goes Unpunished (2007)
4. Another Man's Moccasins (2008) – награда „Спур“ за най-добър къс роман
5. The Dark Horse (2009)
6. Junkyard Dogs (2010)
7. Hell Is Empty (2011)
Divorce Horse (2012) – новела
8. As the Crow Flies (2012)
Christmas in Absaroka County (2012) – 4 коледни разказа
Messenger (2013) – разказ
9. A Serpent's Tooth (2013)
The Spirit of Steamboat (2013) – новела
10. Any Other Name (2014)
Wait for Signs (2014) – сборник с 12 разказа
11. Dry Bones (2015)
The Highwayman (2016) – новела
12. An Obvious Fact (2016)
13. The Western Star (2017)
14. Depth of Winter (2018)
15. Land of Wolves (2019)
16. Next to Last Stand (2020)
17. Daughter of the Morning Star (2021)

### Екранизации
- 2012 – 2017 Лонгмайър, Longmire – тв сериал, 63 епизода